# Vourukaša
Avestánské Vourukaša a středoperské Fráchkard či Varkaš, označuje v zarathuštrismu kosmický oceán či jezero. Jeho reálným předobrazem snad bylo Kaspické či Černé moře.
V Avestě je jezero Vourukaša zmiňováno jen zběžně a většina známých informací pochází ze středoperských děl - Bundahišnu a Výborů kněze Zástprama. Podle těchto textů na počátku stvoření Tištrja vytvořil mraky nad celým světem a Ménóg í vád „duch větru“ posbíral rozptýlená vodstva a navedl jej na konec světa, kde tak vznikl Fráchard. Zároveň je jezero umísťováno na jižní úpatí hory Harborz a tvrdí se o něm že zabírá třetinu světa nebo že obkružuje centrální světadíl Chvanirah. Je zdrojem veškerých vod a okolo hory Usindám, avestánsky Ushendava, ležícím v jeho středu kondenzuje vodní pára na oblaka. Voda se do jezera vrací skrze Hugar, vrchol hory Harborz a očišťují se v něm. Fráchard je také napájen řekou-bohyní Ardví Súrá Anáhitou a tečou z něj řeky Arang a Vehród, které poté plynou kolem světa a při té cestě jsou očištěny a vrací se zpět do jezera.
Vourukaša je střeženo fravašii a obsahuje různé podivuhodné věci: strom vastóhmag „strom všech semen“ neboli judbéš „újmě protikladný“ na němž sedá pták senmurv , třínohého osla Charu a ve svých hlubinách „bílý hóm“ neboli gákaran, střežený rybou Kar před žábou poslanou Ahrimanem aby bílý hóm zničila. Na jezeře také proběhla bitva mezi Tištrjou a Apaošou „suchem“ a schovala se v něm chvarena, když byla ohrožována Ahrimanem. Poté vyhlásil Ahura Mazda její výlov a slíbil že úspěšnému nalézci přinese chvarena zdar v kněžské, pastevecké a vojenské sféře. O její získání se pokusil Túránec Franrasjan, který se pro ni třikrát potopil ale ta mu vždy unikla, protože nebyl Árjou. Při pohybu chvareny se jezero rozvodnilo a vznikly tak různé řeky, včetně Haétumant, která stále obsahuje tento posvátný symbol.